# Lars Højer
Lars Højer (Kopenhagen, 8 december 1970) is een Deens voormalig voetballer die speelde als middenvelder.

## Carrière
Højer speelde in de jeugd van Boldklubben 1903 en maakte zijn debuut in 1988 voor de club, toen de club een fusie aanging speelde hij voort voor FC Kopenhagen de fusieclub. Hij bleef er spelen tot in 1999, en eindigde in 2003 bij BK Skjold.
Hij speelde een interland voor Denemarken en nam deel aan de Olympische Spelen in 1992.
Hij speelde als speler-trainer bij BK Skjold en trainde daarna ook de dames van de club. Nadien werd hij nog scout bij zijn oude club FC Kopenhagen.

## Erelijst
- FC Kopenhagen
  - Landskampioen: 1993
  - Deense voetbalbeker: 1995, 1997
- Persoonlijk
  - Coach van het jaar bij de dames Denemarken: 2006
  - Speler van het jaar bij FC Kopenhagen in 1994
  - Speler van het jaar bij B1903 in 1989

1 Jørgensen ·
2 Helveg ·
3 Laursen ·
4 Thomsen ·
5 Frank ·
6 Kjeldbjerg ·
7 Madsen ·
8 Ekelund ·
9 Molnar ·
10 Frandsen ·
11 Møller ·
12 Risager ·
13 Tøfting ·
14 Højer ·
15 Hansen · 
16 Flies ·
17 Mosegaard Madsen ·
18 Larsen ·
19 Andersen ·
20 Johansen ·
Coach: Jensen